# Золотой глобус (премия, 1983)
40-я церемония вручения наград премии «Золотой глобус»

29 января 1983 года
Лучший фильм (драма): 

«Инопланетянин»
Лучший фильм (комедия или мюзикл): 

«Тутси»
Лучший драматический сериал: 

«Блюз Хилл стрит»
Лучший сериал (комедия или мюзикл): 

«Слава»
Лучший мини-сериал или фильм на ТВ: 

«Возвращение в Брайдсхед»
< 39-я Церемонии вручения 41-я >
40-я церемония вручения наград премии «Золотой глобус» за заслуги в области кинематографа и телевидения за 1982 год состоялась 29 января 1983 года в Beverly Hilton Hotel (Лос-Анджелес, Калифорния, США). Номинанты были объявлены 10 января 1983.
Больше всего наград на этой церемонии собрала биографическая драма Ричард Аттенборо «Ганди», получившая награды во всех пяти номинациях, в которых была представлена.

## Список лауреатов и номинантов
• Победители выделены отдельным цветом. 

### Игровое кино
Количество наград/номинаций:
- 2/8: «Офицер и джентльмен»
- 5/5: «Ганди»
- 3/5: «Тутси»
- 2/5: «Инопланетянин»
- 1/5: «Виктор/Виктория»
- 0/5: «Пропавший без вести» / «Вердикт»
- 1/3: «Выбор Софи»
- 0/3: «Мой лучший год» / «Энни»
- 0/2: «Самый приятный бордель в Техасе» / «Как аукнется, так и откликнется» / «Фрэнсис» / «Буря» / «Шесть недель» / «Люди-кошки»
- 1/1: «Конан-варвар»

| Категории                             | Лауреаты и номинанты                                                                                       | Лауреаты и номинанты                                                                                       |
| ------------------------------------- | --- | --- |
| Лучший фильм (драма)                  | • Инопланетянин / E.T. the Extra-Terrestrial (Кэтлин Кеннеди)                                              | • Инопланетянин / E.T. the Extra-Terrestrial (Кэтлин Кеннеди)                                              |
| Лучший фильм (драма)                  | • Пропавший без вести / Missing (Эдвард Льюис)                                                             | |
| Лучший фильм (драма)                  | • Офицер и джентльмен / An Officer and a Gentleman (Мартин Элфэнд)                                         | |
| Лучший фильм (драма)                  | • Выбор Софи / Sophie’s Choice (Кит Бариш)                                                                 | |
| Лучший фильм (драма)                  | • Вердикт / The Verdict (Дэвид Браун)                                                                      | |
| Лучший фильм (комедия или мюзикл)     | • Тутси / Tootsie                                                                                          | • Тутси / Tootsie                                                                                          |
| Лучший фильм (комедия или мюзикл)     | • Самый приятный бордель в Техасе / The Best Little Whorehouse in Texas                                    | |
| Лучший фильм (комедия или мюзикл)     | • Виктор/Виктория / Victor Victoria                                                                        | |
| Лучший фильм (комедия или мюзикл)     | • Мой лучший год / My Favorite Year                                                                        | |
| Лучший фильм (комедия или мюзикл)     | • Забегаловка / Diner                                                                                      | |
| Лучший режиссёр                       | | • Ричард Аттенборо за фильм «Ганди»                                                                        |
| Лучший режиссёр                       | • Коста-Гаврас — «Пропавший без вести»                                                                     | |
| Лучший режиссёр                       | • Сидни Люмет — «Вердикт»                                                                                  | |
| Лучший режиссёр                       | • Сидни Поллак — «Тутси»                                                                                   | |
| Лучший режиссёр                       | • Стивен Спилберг — «Инопланетянин»                                                                        | |
| Лучший актёр в драматическом фильме   | Бен Кингсли в 1983 году                                                                                    | • Бен Кингсли — «Ганди» (за роль Махатмы Ганди)                                                            |
| Лучший актёр в драматическом фильме   | Бен Кингсли в 1983 году                                                                                    | • Альберт Финни — «Как аукнется, так и откликнется» (англ.) (за роль Джорджа Данлэпа)                      |
| Лучший актёр в драматическом фильме   | Бен Кингсли в 1983 году                                                                                    | • Ричард Гир — «Офицер и джентльмен» (за роль Зака Мэйо)                                                   |
| Лучший актёр в драматическом фильме   | Бен Кингсли в 1983 году                                                                                    | • Джек Леммон — «Пропавший без вести» (за роль Эда Хормана)                                                |
| Лучший актёр в драматическом фильме   | Бен Кингсли в 1983 году                                                                                    | • Пол Ньюман — «Вердикт» (за роль Фрэнка Гэлвина)                                                          |
| Лучшая актриса в драматическом фильме | Мерил Стрип                                                                                                | • Мерил Стрип — «Выбор Софи» (за роль Софи Завистовски)                                                    |
| Лучшая актриса в драматическом фильме | Мерил Стрип                                                                                                | • Дайан Китон — «Как аукнется, так и откликнется» (за роль Фэйт Данлэп)                                    |
| Лучшая актриса в драматическом фильме | Мерил Стрип                                                                                                | • Джессика Лэнг — «Фрэнсис» (за роль Фрэнсис Фармер)                                                       |
| Лучшая актриса в драматическом фильме | Мерил Стрип                                                                                                | • Сисси Спэйсек — «Пропавший без вести» (за роль Бет Хорман)                                               |
| Лучшая актриса в драматическом фильме | Мерил Стрип                                                                                                | • Дебра Уингер — «Офицер и джентльмен» (за роль Полы Покрифки)                                             |
| Лучший актёр в комедии или мюзикле    | | • Дастин Хоффман — «Тутси» (за роль Майкла Дорси / Дороти Майклс)                                          |
| Лучший актёр в комедии или мюзикле    | • Питер О’Тул — «Мой лучший год» (за роль Алана Суонна)                                                    | |
| Лучший актёр в комедии или мюзикле    | • Аль Пачино — «Автора! Автора!» (за роль Айвэна Травальяна)                                               | |
| Лучший актёр в комедии или мюзикле    | • Роберт Престон — «Виктор/Виктория» (за роль Кэрола «Тодди» Тодда)                                        | |
| Лучший актёр в комедии или мюзикле    | • Генри Уинклер — «Ночная смена» (за роль Чака Ламли)                                                      | |
| Лучшая актриса в комедии или мюзикле  | Джули Эндрюс                                                                                               | • Джули Эндрюс — «Виктор/Виктория» (за роль Виктории Грант / графа Виктора Гражински)                      |
| Лучшая актриса в комедии или мюзикле  | Джули Эндрюс                                                                                               | • Кэрол Бёрнетт — «Энни» (за роль мисс Агаты Хэнниган)                                                     |
| Лучшая актриса в комедии или мюзикле  | Джули Эндрюс                                                                                               | • Салли Филд — «Поцелуй меня на прощанье» (англ.) (за роль Кэй Виллано)                                    |
| Лучшая актриса в комедии или мюзикле  | Джули Эндрюс                                                                                               | • Голди Хоун — «Лучшие друзья» (англ.) (за роль Паулы Маккаллен)                                           |
| Лучшая актриса в комедии или мюзикле  | Джули Эндрюс                                                                                               | • Долли Партон — «Самый приятный бордель в Техасе» (за роль Моны Стэнгли)                                  |
| Лучшая актриса в комедии или мюзикле  | Джули Эндрюс                                                                                               | • Эйлин Куинн — «Энни» (за роль Энни)                                                                      |
| Лучший актёр второго плана            | Луис Госсетт младший                                                                                       | • Луис Госсетт мл. — «Офицер и джентльмен» (за роль комендор-сержанта Эмиля Фоули)                         |
| Лучший актёр второго плана            | Луис Госсетт младший                                                                                       | • Рауль Хулия — «Буря» (англ.) (за роль Калибана)                                                          |
| Лучший актёр второго плана            | Луис Госсетт младший                                                                                       | • Дэвид Кит — «Офицер и джентльмен» (за роль Сида Уорли)                                                   |
| Лучший актёр второго плана            | Луис Госсетт младший                                                                                       | • Джеймс Мэйсон — «Вердикт» (за роль Эда Конкэннона)                                                       |
| Лучший актёр второго плана            | Луис Госсетт младший                                                                                       | • Джим Метцлер — «Текс» (англ.) (за роль Мэйсона Маккормика)                                               |
| Лучшая актриса второго плана          | | • Джессика Лэнг — «Тутси» (за роль Джули Николс)                                                           |
| Лучшая актриса второго плана          | • Шер — «Приходи ко мне на встречу, Джимми Дин, Джимми Дин» (англ.) (за роль Сисси)                        | |
| Лучшая актриса второго плана          | • Лэйни Казан — «Мой лучший год» (за роль Белль Каррока)                                                   | |
| Лучшая актриса второго плана          | • Ким Стэнли — «Фрэнсис» (за роль Лиллиан Фармер)                                                          | |
| Лучшая актриса второго плана          | • Лесли Энн Уоррен — «Виктор/Виктория» (за роль Нормы Кэссиди)                                             | |
| Лучший сценарий                       | | • Джон Брайли — «Ганди»                                                                                    |
| Лучший сценарий                       | • Коста-Гаврас — «Пропавший без вести»                                                                     | |
| Лучший сценарий                       | • Ларри Гелбарт — «Тутси»                                                                                  | |
| Лучший сценарий                       | • Дэвид Мэмет — «Вердикт»                                                                                  | |
| Лучший сценарий                       | • Мелисса Мэтисон — «Инопланетянин»                                                                        | |
| Лучшая музыка к фильму                | Джон Уильямс                                                                                               | • Джон Уильямс за музыку к фильму «Инопланетянин»                                                          |
| Лучшая музыка к фильму                | Джон Уильямс                                                                                               | • Генри Манчини — «Виктор/Виктория»                                                                        |
| Лучшая музыка к фильму                | Джон Уильямс                                                                                               | • Дадли Мур — «Шесть недель» (англ.)                                                                       |
| Лучшая музыка к фильму                | Джон Уильямс                                                                                               | • Джорджо Мородер — «Люди-кошки»                                                                           |
| Лучшая музыка к фильму                | Джон Уильямс                                                                                               | • Вангелис — «Бегущий по лезвию»                                                                           |
| Лучшая песня                          | • Up Where We Belong — «Офицер и джентльмен» — музыка: Джек Ницше и Баффи Сент-Мари, слова: Уилл Дженнингс | • Up Where We Belong — «Офицер и джентльмен» — музыка: Джек Ницше и Баффи Сент-Мари, слова: Уилл Дженнингс |
| Лучшая песня                          | • Eye of the Tiger — «Рокки 3» — музыка и слова: Джим Петерик и Фрэнки Салливан                            | |
| Лучшая песня                          | • If We Were In Love — «Да, Джорджо» (англ.) — музыка: Джон Уильямс, слова: Алан Бергман и Мэрилин Бергман | |
| Лучшая песня                          | • Making Love — «Занимаясь любовью» — музыка и слова: Берт Бакарак и Кэрол Байер Сейджер                   | |
| Лучшая песня                          | • Cat People (Putting Out Fire) — «Люди-кошки» — музыка и слова: Джорджо Мородер и Дэвид Боуи              | |
| Лучший иностранный фильм              | • Ганди / Gandhi (Индия)                                                                                   | • Ганди / Gandhi (Индия)                                                                                   |
| Лучший иностранный фильм              | • Фицкарральдо / Fitzcarraldo (ФРГ)                                                                        | |
| Лучший иностранный фильм              | • Мужчина с заснеженной реки / The Man from Snowy River (Австралия)                                        | |
| Лучший иностранный фильм              | • Борьба за огонь / La guerre du feu (Канада)                                                              | |
| Лучший иностранный фильм              | • Травиата / La traviata (Италия)                                                                          | |
| Лучший иностранный фильм              | • Дорога / Yol (Швейцария)                                                                                 | |
| Новая звезда года — актёры            | Бен Кингсли в 1983 году                                                                                    | • Бен Кингсли — «Ганди» (роль Махатмы Ганди)                                                               |
| Новая звезда года — актёры            | Бен Кингсли в 1983 году                                                                                    | • Дэвид Кит — «Офицер и джентльмен» (роль Сида Уорли)                                                      |
| Новая звезда года — актёры            | Бен Кингсли в 1983 году                                                                                    | • Кевин Клайн — «Выбор Софи» (роль Натана Ландау)                                                          |
| Новая звезда года — актёры            | Бен Кингсли в 1983 году                                                                                    | • Эдди Мёрфи — «Сорок восемь часов» (роль Регги Хэммонда)                                                  |
| Новая звезда года — актёры            | Бен Кингсли в 1983 году                                                                                    | • Генри Томас — «Инопланетянин» (роль Эллиота)                                                             |
| Новая звезда года — актрисы           | | • Сэндал Бергман — «Конан-варвар» (роль Валерии)                                                           |
| Новая звезда года — актрисы           | • Лиза Блаунт — «Офицер и джентльмен» (роль Линетт Померой)                                                | |
| Новая звезда года — актрисы           | • Кэтерин Хили — «Шесть недель» (роль Николь Дрейфус)                                                      | |
| Новая звезда года — актрисы           | • Эми Мэдиган — «Дитя любви» (англ.) (роль Терри Джин Мур)                                                 | |
| Новая звезда года — актрисы           | • Эйлин Куинн — «Энни» (роль Энни)                                                                         | |
| Новая звезда года — актрисы           | • Молли Рингуолд — «Буря» (роль Миранды Димитриус)                                                         | |

### Телевизионные награды
| Категории                                                               | Лауреаты и номинанты                                                                               | Лауреаты и номинанты                                                         |
| ----------------------------------------------------------------------- | -------------------------------------------------------------------------------------------------- | ---------------------------------------------------------------------------- |
| Лучший телевизионный сериал (драма)                                     | • Блюз Хилл стрит / Hill Street Blues                                                              | • Блюз Хилл стрит / Hill Street Blues                                        |
| Лучший телевизионный сериал (драма)                                     | • Даллас / Dallas                                                                                  |                                                                              |
| Лучший телевизионный сериал (драма)                                     | • Династия / Dynasty                                                                               |                                                                              |
| Лучший телевизионный сериал (драма)                                     | • Супруги Харт / Hart to Hart                                                                      |                                                                              |
| Лучший телевизионный сериал (драма)                                     | • Частный детектив Магнум / Magnum, P.I.                                                           |                                                                              |
| Лучший телевизионный сериал (комедия или мюзикл)                        | • Слава / Fame                                                                                     | • Слава / Fame                                                               |
| Лучший телевизионный сериал (комедия или мюзикл)                        | • Весёлая компания / Cheers                                                                        |                                                                              |
| Лучший телевизионный сериал (комедия или мюзикл)                        | • Любовь, Сидней / Love, Sidney                                                                    |                                                                              |
| Лучший телевизионный сериал (комедия или мюзикл)                        | • МЭШ / M*A*S*H                                                                                    |                                                                              |
| Лучший телевизионный сериал (комедия или мюзикл)                        | • Такси / Taxi                                                                                     |                                                                              |
| Лучший мини-сериал или телефильм                                        | • Возвращение в Брайдсхед / Brideshead Revisited                                                   | • Возвращение в Брайдсхед / Brideshead Revisited                             |
| Лучший мини-сериал или телефильм                                        | • Элеонора, Первая леди мира / Eleanor, First Lady of the World                                    |                                                                              |
| Лучший мини-сериал или телефильм                                        | • Под опекой чужаков / In the Custody of Strangers                                                 |                                                                              |
| Лучший мини-сериал или телефильм                                        | • Two of a Kind                                                                                    |                                                                              |
| Лучший мини-сериал или телефильм                                        | • Женщина по имени Голда / A Woman Called Golda                                                    |                                                                              |
| Лучший актёр в драматическом телесериале                                | | • Джон Форсайт — «Династия» (за роль Блейка Кэррингтона)                     |
| Лучший актёр в драматическом телесериале                                | • Ларри Хэгмэн — «Даллас» (за роль Джей Ара Юинга)                                                 |                                                                              |
| Лучший актёр в драматическом телесериале                                | • Том Селлек — «Частный детектив Магнум» (за роль детектива Томаса Магнума)                        |                                                                              |
| Лучший актёр в драматическом телесериале                                | • Дэниел Дж. Траванти — «Блюз Хилл стрит» (за роль капитана Фрэнка Фурилло)                        |                                                                              |
| Лучший актёр в драматическом телесериале                                | • Роберт Вагнер — «Супруги Харт» (за роль Джонатана Харта)                                         |                                                                              |
| Лучшая актриса в драматическом телесериале                              | | • Джоан Коллинз — «Династия» (за роль Алексис Кэррингтон Колби)              |
| Лучшая актриса в драматическом телесериале                              | • Линда Эванс — «Династия» (за роль Кристл Кэррингтон)                                             |                                                                              |
| Лучшая актриса в драматическом телесериале                              | • Стефани Пауэрс — «Супруги Харт» (за роль Дженнифер Харт)                                         |                                                                              |
| Лучшая актриса в драматическом телесериале                              | • Виктория Принсипал — «Даллас» (за роль Памелы Барнс Юинг)                                        |                                                                              |
| Лучшая актриса в драматическом телесериале                              | • Джейн Уайман — «Фэлкон Крест» (за роль Анжелы Чаннинг)                                           |                                                                              |
| Лучший актёр в телесериале (комедия или мюзикл)                         | Алан Алда                                                                                          | • Алан Алда — «МЭШ» (за роль капитана Бенджамина Франклина Пирса)            |
| Лучший актёр в телесериале (комедия или мюзикл)                         | Алан Алда                                                                                          | • Роберт Гийом — «Бенсон» (англ.) (за роль Бенсона Дюбуа)                    |
| Лучший актёр в телесериале (комедия или мюзикл)                         | Алан Алда                                                                                          | • Джадд Хирш — «Такси» (за роль Алекса Райгера)                              |
| Лучший актёр в телесериале (комедия или мюзикл)                         | Алан Алда                                                                                          | • Боб Ньюхарт — «Ньюхарт» (англ.) (за роль Дика Лоудона)                     |
| Лучший актёр в телесериале (комедия или мюзикл)                         | Алан Алда                                                                                          | • Тони Рэндалл — «Любовь, Сидней» (за роль Сиднея Шора)                      |
| Лучшая актриса в телесериале (комедия или мюзикл)                       | | • Дебби Аллен — «Слава» (за Лидии Грант)                                     |
| Лучшая актриса в телесериале (комедия или мюзикл)                       | • Айлин Бреннан — «Рядовой Бенджамин» (англ.) (за роль капитана Дорин Льюис)                       |                                                                              |
| Лучшая актриса в телесериале (комедия или мюзикл)                       | • Нелл Картер — «Дай мне перерыв» (англ.) (за роль Нелли Рут «Нелл» Харпер)                        |                                                                              |
| Лучшая актриса в телесериале (комедия или мюзикл)                       | • Бонни Франклин — «Однажды за один раз» (за роль Энн Романо)                                      |                                                                              |
| Лучшая актриса в телесериале (комедия или мюзикл)                       | • Рита Морено — «С девяти до пяти» (англ.) (за роль Вайолет Ньюстед)                               |                                                                              |
| Лучшая актриса в телесериале (комедия или мюзикл)                       | • Изабель Санфорд — «Джефферсоны» (за роль Луизы Джефферсон)                                       |                                                                              |
| Лучший актёр в мини-сериале или телефильме                              | | • Энтони Эндрюс — «Возвращение в Брайдсхед» (за роль Себастьяна Флайта)      |
| Лучший актёр в мини-сериале или телефильме                              | • Филип Энглим — «Человек-слон» (англ.) (за роль Джона Меррика)                                    |                                                                              |
| Лучший актёр в мини-сериале или телефильме                              | • Робби Бенсон — «Two of a Kind» (за роль Ноэля «Ноли» Минора)                                     |                                                                              |
| Лучший актёр в мини-сериале или телефильме                              | • Джереми Айронс — «Возвращение в Брайдсхед» (за роль Чарльза Райдера)                             |                                                                              |
| Лучший актёр в мини-сериале или телефильме                              | • Сэм Уотерстон — «Оппенгеймер» (за роль Роберта Оппенгеймера)                                     |                                                                              |
| Лучшая актриса в мини-сериале или телефильме                            | | • Ингрид Бергман (посмертно) — «Женщина по имени Голда» (за роль Голды Меир) |
| Лучшая актриса в мини-сериале или телефильме                            | • Кэрол Бёрнетт — «Душа компании: История Беатрис» (англ.) (за роль Беатрис О’Рейлли)              |                                                                              |
| Лучшая актриса в мини-сериале или телефильме                            | • Люси Гютеридж — «Малышка Глория... Наконец счастлива» (англ.) (за роль Глории Морган Вандербилт) |                                                                              |
| Лучшая актриса в мини-сериале или телефильме                            | • Энн Джиллиан — «Мэй Уэст» (англ.) (за роль Мэй Уэст)                                             |                                                                              |
| Лучшая актриса в мини-сериале или телефильме                            | • Ли Ремик — «Письмо» (англ.) (за роль Лесли Кросби)                                               |                                                                              |
| Лучшая актриса в мини-сериале или телефильме                            | • Джин Стэплтон — «Элеонора, Первая леди мира» (за роль Элеоноры Рузвельт)                         |                                                                              |
| Лучший актёр второго плана в телесериале, мини-сериале или телефильме   | | • Лайонел Стэндер — «Супруги Харт» (за роль Макса)                           |
| Лучший актёр второго плана в телесериале, мини-сериале или телефильме   | • Пэт Харингтон мл. — «Однажды за один раз» (за роль Дуэйна Ф. Шнайдера)                           |                                                                              |
| Лучший актёр второго плана в телесериале, мини-сериале или телефильме   | • Джон Хиллерман — «Частный детектив Магнум» (за роль Джонатана Хиггинса)                          |                                                                              |
| Лучший актёр второго плана в телесериале, мини-сериале или телефильме   | • Лоренцо Ламас — «Фэлкон Крест» (за роль Лэнса Камсона)                                           |                                                                              |
| Лучший актёр второго плана в телесериале, мини-сериале или телефильме   | • Энсон Уильямс — «Счастливые дни» (за роль Уоррена «Потси» Вебера)                                |                                                                              |
| Лучшая актриса второго плана в телесериале, мини-сериале или телефильме | | • Шелли Лонг — «Весёлая компания» (за роль Дайан Чемберс)                    |
| Лучшая актриса второго плана в телесериале, мини-сериале или телефильме | • Валери Бертинелли — «Однажды за один раз» (за роль Барбары Купер)                                |                                                                              |
| Лучшая актриса второго плана в телесериале, мини-сериале или телефильме | • Мэрилу Хеннер — «Такси» (за роль Элейн О’Коннор-Нардо)                                           |                                                                              |
| Лучшая актриса второго плана в телесериале, мини-сериале или телефильме | • Бет Хоуланд — «Элис» (Alice) (за роль Веры Луизы Горман)                                         |                                                                              |
| Лучшая актриса второго плана в телесериале, мини-сериале или телефильме | • Кэрол Кейн — «Такси» (за роль Симки Даблиц-Грейвас)                                              |                                                                              |
| Лучшая актриса второго плана в телесериале, мини-сериале или телефильме | • Лоретта Свит — «МЭШ» (за роль майора Маргарет Халиган)                                           |                                                                              |

### Специальные награды
| Награда                                                     | Лауреаты      | Лауреаты        |
| ----------------------------------------------------------- | ------------- | --------------- |
| Премия Сесиля Б. Де Милля (Награда за вклад в кинематограф) | Лоренс Оливье | • Лоренс Оливье |
| Мисс «Золотой глобус» 1983 (Символический титул)            |               | • Лори Леонелли |
| Мисс «Золотой глобус» 1983 (Символический титул)            | • Ронда Шир   |                 |